# 리키 푸치
리카르트 "리키" 푸치 마르티(카탈루냐어: Ricard "Riqui" Puig Martí, 1999년 8월 13일 ~ )는 스페인의 축구 선수로, 포지션은 중앙 미드필더이며, 현재 미국 메이저 리그 사커의 LA 갤럭시 소속이다.

## 플레이 스타일
라 마시아 출신인 그는 뛰어난 공격 능력과 함께 경기의 흐름을 주도하는 능력이 뛰어난 선수로 알려져 있다. 그는 과거에 안드레스 이니에스타와 비교되기도 했다.

## 개인사
그의 아버지인 카를로스도 축구 선수였으며, 레프트백으로 활약했었다.